# Ersatzheer
Das Ersatzheer war ein Teil des deutschen Heeres im Ersten Weltkrieg und der Wehrmacht im Zweiten Weltkrieg. Es war innerhalb des Reichsgebiets stationiert und umfasste Kommando- und Verwaltungsbehörden, Ausbildungseinheiten sowie Wachtruppen.

## Aufgaben
Das Ersatzheer hatte insbesondere die Aufgabe, in Kriegszeiten für Verluste den Ersatz an Personal und Material bereitzuhalten. Hierzu wurden im Heimatkriegsgebiet Ersatzmannschaften ausgebildet, Kriegsmaterial aller Art in Depots bereitgehalten und technische Neuerungen erprobt. Es umfasste die Abteilungen der Inspekteure für die verschiedenen Truppengattungen des Heeres, für die Ausbildung sowie für die Offiziersausbildung. Außerdem gehörten das Allgemeine Heeresamt, das Heereswaffenamt sowie das Heeresverwaltungsamt mit den Wehrkreiskommandos zum Ersatzheer. Im Jahre 1944 wurde das Heerespersonalamt ebenfalls dem Ersatzheer unterstellt.
Die Divisionen hatten im Heimatgebiet Ausbildungseinheiten in Regimentsstärke, die dem Ersatzheer unterstanden. In diesen Regimentern wurden alle Soldaten, die neu eingezogen wurden, einer Grundausbildung unterzogen und dann zu der eigentlichen Kampfeinheit geschickt. Dem Ersatzheer waren auch alle Soldaten unterstellt, die sich im Urlaub, in Lazaretten oder sonst zur Rekonvaleszenz oder zur Ausbildung im Reichsgebiet befanden. Die Zuordnung zum Ersatzheer erfolgte automatisch und solange, bis der Soldat wieder in seine Einheit an der Front zurückgekehrt war.

## Das Ersatzheer im Zweiten Weltkrieg
Bei der Mobilmachung am 26. August 1939 wurde aus Teilen des Allgemeinen Heeresamtes (AHA) eine Abteilung Chef der Heeresrüstung und Befehlshaber des Ersatzheeres (BdE) im Oberkommando des Heeres (OKH) gebildet. Am 1. September 1939 wurde Generaloberst Friedrich Fromm Befehlshaber des Ersatzheeres. Das Ersatzheer stellte Ausbildungs- und Ergänzungstruppenteile für die im Fronteinsatz stehenden Verbände des Feldheeres. Die Personalstärke des Ersatzheeres schwankte erheblich (Angaben gerundet).
| Jahr | Feldheer  | Ersatzheer | Summe     |
| ---- | --------- | ---------- | --------- |
| 1939 | 2.741.000 | 996.000    | 3.737.000 |
| 1940 | 3.650.000 | 900.000    | 4.550.000 |
| 1941 | 3.800.000 | 1.200.000  | 5.000.000 |
| 1942 | 4.000.000 | 1.800.000  | 5.800.000 |
| 1943 | 4.250.000 | 2.300.000  | 6.550.000 |
| 1944 | 4.000.000 | 2.510.000  | 6.510.000 |
| 1945 | 3.800.000 | 1.500.000  | 5.300.000 |

Da gegen Ende des Krieges immer mehr Soldaten an der Front benötigt wurden, nahm die Personalstärke des Ersatzheeres in dieser Zeit immer weiter ab. Im Zusammenhang mit dem Attentat auf Hitler am 20. Juli 1944 war geplant, das Ersatzheer in Alarmbereitschaft zu versetzen, damit dieses neuralgische Punkte im Reich kontrollieren könne (Unternehmen Walküre).
Nach dem gescheiterten Attentat übergab Adolf Hitler das Kommando über das Ersatzheer an Reichsführer SS Heinrich Himmler, da er den Offizieren der Wehrmacht nicht mehr traute. Himmler setzte daraufhin den SS-Obergruppenführer Hans Jüttner als seinen Stabschef ein. Der bisherige Befehlshaber des Ersatzheeres, Generaloberst Friedrich Fromm, wurde vom Volksgerichtshof wegen Feigheit zum Tode verurteilt, da ihm eine direkte Beteiligung am Attentat nicht nachgewiesen werden konnte, und am 12. März 1945 im Zuchthaus Brandenburg-Görden durch Erschießung hingerichtet.
Eine Folge der Übergabe des Ersatzheeres an Himmler war, dass ab Januar 1945 die Ergänzungsstellen des Heeres und der Waffen-SS in den Wehrkreisen  zusammengelegt wurden.
Gegen Ende des Krieges wurden immer mehr Ausbildungseinheiten gegen die vorrückenden Alliierten eingesetzt. Das Ersatzheer bildete dabei das letzte Aufgebot der Wehrmacht.

## Wehrkreiskommandos nach 1939
| Wehrkreis         | Gebiet                                                                          | Hauptquartier |
| ----------------- | ------------------------------------------------------------------------------- | ------------- |
| I                 | Ostpreußen, Bezirk Bialystok                                                    | Königsberg    |
| II                | Pommern, Mecklenburg                                                            | Stettin       |
| III               | Altmark, Neumark, Brandenburg                                                   | Berlin        |
| IV                | Sachsen, Ost-Thüringen, Nord-Böhmen, nördliches Sudetenland                     | Dresden       |
| V                 | Elsass, Baden, Württemberg                                                      | Stuttgart     |
| VI                | Westfalen, nördliches Rheinland, Ost-Belgien                                    | Münster       |
| VII               | Süd-Bayern                                                                      | München       |
| VIII              | Schlesien, östliches Sudetenland                                                | Breslau       |
| IX                | Hessen, West-Thüringen                                                          | Kassel        |
| X                 | Provinz Schleswig-Holstein, nördliches Hannover                                 | Hamburg       |
| XI                | Braunschweig, Anhalt, südliches Hannover                                        | Hannover      |
| XII               | südliches Rheinland, CdZ-Gebiet Lothringen, Pfalz, Luxemburg                    | Wiesbaden     |
| XIII              | Nord-Bayern, nordwestliches Sudetenland                                         | Nürnberg      |
| XVII              | Gaue Wien, Niederdonau, Oberdonau (mit südlichem Sudetenland)                   | Wien          |
| XVIII             | Gaue Salzburg, Tirol/Vorarlberg, Kärnten, Steiermark (mit nördlichem Slowenien) | Salzburg      |
| XX                | Reichsgau Danzig-Westpreußen, westliches Ostpreußen                             | Danzig        |
| XXI               | Reichsgau Wartheland                                                            | Posen         |
| Böhmen und Mähren | Reichsprotektorat Böhmen und Mähren                                             | Prag          |

## Befehlshaber des Ersatzheeres vor und im Zweiten Weltkrieg
- 26. August 1939 bis 31. August 1939: General der Infanterie Joachim von Stülpnagel
- 1. September 1939 bis 20. Juli 1944: Generaloberst Friedrich Fromm
- ab 21. Juli 1944: Reichsführer SS Heinrich Himmler